# Pazifik-Allianz
Die Pazifik-Allianz oder Pazifische Allianz (spanisch: Alianza del Pacífico) ist eine lateinamerikanische Freihandelszone, die im Jahr 2012 von Chile, Kolumbien, Mexiko und Peru gegründet wurde, um den regionalen Handel und die wirtschaftliche Integration zu fördern sowie eine Zollunion, Reise- und Visafreiheit und einen gemeinsamen Börsenplatz zu garantieren.

## Geschichte

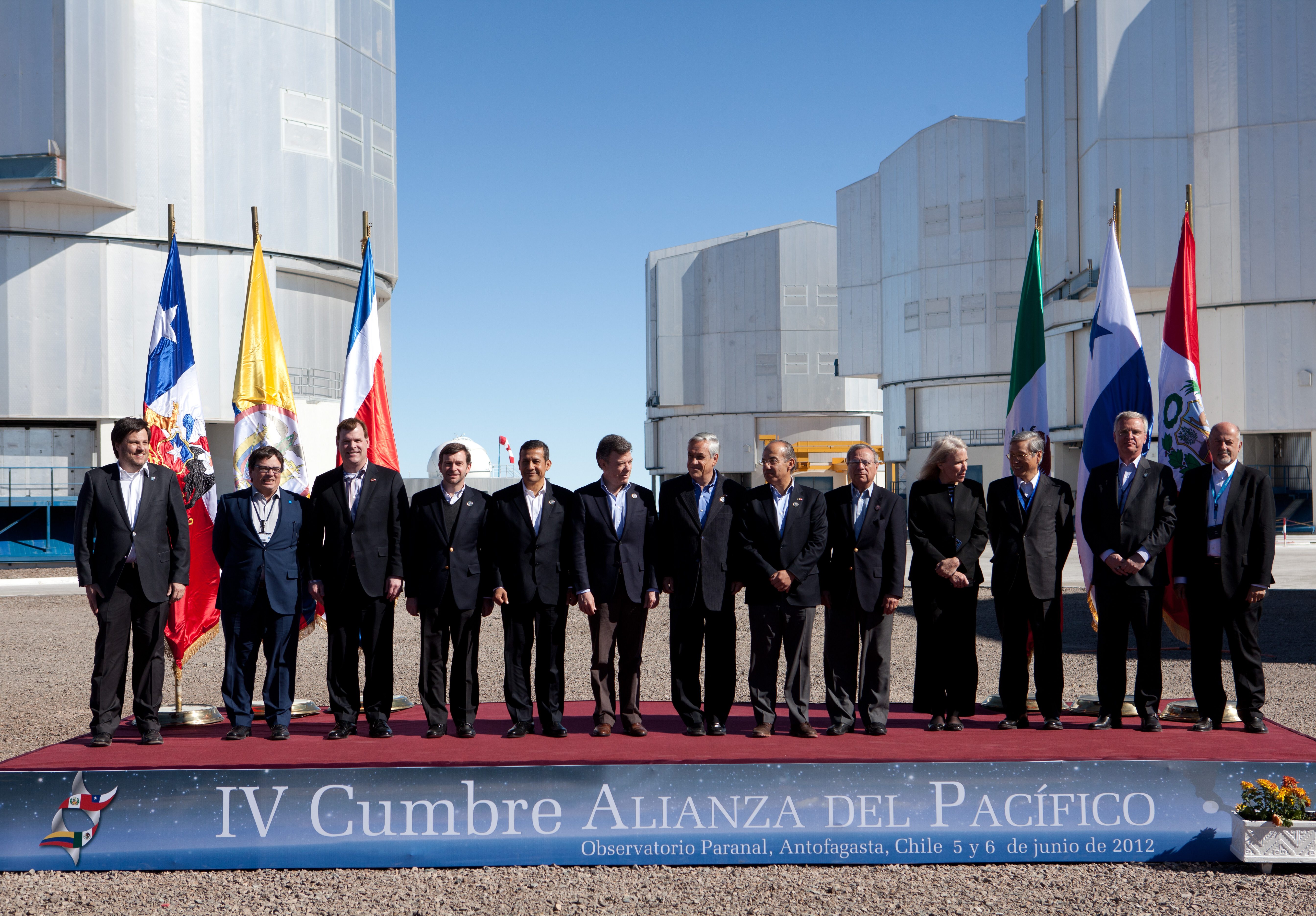
Vertreter der Mitglieder und assoziierten Staaten beim Gipfeltreffen am 6. Juni 2012, aufgenommen vor dem ESO Paranal-Observatorium in der Atacamawüste, Chile.

Am 28. April 2011 wurde in Lima (Peru) auf Initiative des damaligen peruanischen Präsidenten Alan García ein Abkommen zur Gründung von den vier Ländern Chile, Kolumbien, Mexiko und Peru unterzeichnet. Am 6. Juni 2012 wurde die Allianz gegründet.
Die vier Gründungsmitglieder Chile, Kolumbien, Mexiko und Peru erzielten 2011 etwa 39 % des gesamten BIPs Lateinamerikas. Mit mehr als 2 Billionen US-Dollar war ihre Wirtschaftsleistung größer als jene der weltweit neuntgrößten Nation Indien. Laut Welthandelsorganisation exportierten die vier Länder Waren im Wert von mehr als 445 Mrd. US-Dollar, und übertrafen damit den Wirtschaftsbund Mercosur um fast 60 %.
Costa Rica und Panama sind derzeit Kandidaten für die Aufnahme als Vollmitglied.
Experten bezeichnen die Pazifik-Allianz als wirtschaftsstrategische Allianz, mit der die gemeinsamen Interessen ihrer lateinamerikanischen Mitgliedsländer gegenüber den USA und Europa sowie insbesondere in Asien geltend gemacht und gefördert werden sollen. Sie betreibe sehr erfolgreich ein so genanntes „Nation Branding“.
Während der Konferenz im chilenischen Viña del Mar im März 2017 wurde auch die Möglichkeit des Status eines assoziierten Mitglieds geschaffen. Im März 2018 fand die dritte Gesprächsrunde statt und Australien, Kanada, Neuseeland und Singapur wurden als assoziierte Mitglieder aufgenommen.

## Mitglieder und assoziierte Staaten
Die Pazifik-Allianz hat derzeit vier Vollmitglieder und vier assoziierte Mitglieder. 54 Staaten haben Beobachterstatus, von denen 41 außerhalb des amerikanischen Doppelkontinents liegen.

### Vollmitglieder
| Staat     | Bevölkerung (2022) | Landfläche (in km²) | Meeresfläche | Hauptstadt        | Beitrittsjahr |
| --------- | ------------------ | ------------------- | ------------ | ----------------- | ------------- |
| Chile     | 19.603.733         | 743.812             | 12.290       | Santiago de Chile | 2012          |
| Kolumbien | 51.874.024         | 1.038.700           | 100.210      | Bogotá            | 2012          |
| Mexiko    | 127.504.125        | 1.943.945           | 20.430       | Mexiko-Stadt      | 2012          |
| Peru      | 34.049.588         | 1.279.996           | 5.220        | Lima              | 2012          |

### Assoziierte Mitglieder
In Amerika
- Kanada

Außerhalb Amerikas
- Australien
- Neuseeland
- Singapur

### Beobachterstatus
In Amerika
| - Argentinien - Costa Rica - Dominikanische Republik - Ecuador - El Salvador - Guatemala - Haiti | - Honduras - Panama - Paraguay - Trinidad und Tobago - Uruguay - Vereinigte Staaten |

In Europa
| - Belgien - Dänemark - Deutschland - Finnland - Frankreich - Griechenland - Italien - Kroatien - Litauen - Niederlande - Norwegen - Österreich - Polen - Portugal | - Rumänien - Russland - Schweden - Schweiz - Serbien - Slowakei - Slowenien - Spanien - Tschechien - Ukraine - Ungarn - Vereinigtes Königreich - Belarus |

In Asien
| - Georgien - Indien - Indonesien - Israel - Japan - Kambodscha | - Osttimor - Südkorea - Thailand - Türkei - Vereinigte Arabische Emirate - Volksrepublik China |

In Afrika
| - Ägypten - Marokko |